# バブルの塔
バブルの塔（バブルのとう）とは存在する高層建築物の形態を意味する言葉である。これはバブル景気とされる時期に建築された建築物であるが、バブル崩壊した後に野ざらしにされた物などのことを、「バベルの塔」になぞらえて言う。
使用されなくなった商業ビルやホテルや、建築の途中で打ち棄てられた物など。東京都新宿区には建築途中に資金繰りが付かなくなり、約10年間放置されバブルの塔と呼ばれた後に工事が再開され、分譲され竣工された高層マンションが存在する。東京都庁舎はバブル景気の時代に1569億円といった巨費を投じて建築された建築物であり、バブルの塔とされた。これが開庁から20年余りを経て内部の耐用年数が超え更新工事をすることになったが、この更新工事の工事費は概算で780億円であり、これにより建設業者が儲かるためバブルの塔は健在であるとされた。
一方、インターネット・バブルによる成功者が入居しているという別の意味で、六本木ヒルズ森タワーをバブルの塔と呼ぶことがある。